# Calomyrmex impavidus
Calomyrmex impavidus är en myrart som först beskrevs av Auguste-Henri Forel 1893.  Calomyrmex impavidus ingår i släktet Calomyrmex och familjen myror. Inga underarter finns listade.